# Vigna peduncularis
Vigna peduncularis là một loài thực vật có hoa trong họ Đậu. Loài này được (Kunth) Fawc. & Rendle miêu tả khoa học đầu tiên.